# ولاية ميمنه
كانت ولاية ميمنه إحدى الولايات الأفغانية السابقة، والتي قُسمت في عام 1964، مما أدى إلى إنشاء ولاية بادغيس وولاية فارياب. ومع ذلك، فإن اسم «ميمنة» لا يزال قائما في المركز الإداري لولاية فارياب.